# 中井貞次
中井 貞次（なかい ていじ、1932年1月4日 - ）は、京都市出身の日本の染織家。日本芸術院会員。京都市立芸術大学名誉教授。

## 略歴
- 1953年（昭和28年） - 第9回日展初入選
- 1954年（昭和29年） - 京都市立美術大学（現：京都市立芸術大学）工芸科卒業
- 1956年（昭和31年） - 京都市立美術大学専攻科修了
- 1977年（昭和52年） - 京都市立芸術大学教授
- 1983年（昭和58年） - 現代工芸美術家協会常務理事
- 1990年（平成2年） - 日展文部大臣賞受賞
- 1993年（平成5年） - 日本芸術院賞受賞、日展理事
- 1996年（平成8年） - 京都府文化賞・功労賞受賞
- 1997年（平成9年） - 京都市立芸術大学退官、名誉教授
- 1998年（平成10年） - 紺綬褒章受章
- 1999年（平成11年）11月 - 京都市文化功労者[1]
- 2008年（平成20年） - 日本芸術院会員
- 2013年（平成25年） - 京都府文化賞・特別功労賞受賞
- 2017年（平成29年）11月 - 旭日中綬章受章[2]
- 2020年（令和2年）9月 - 紺綬褒章飾版[3]
- 2022年（令和4年）11月 - 文化功労者[4]